# Río Puyo
Río Puyo är ett vattendrag i Ecuador.   Det ligger i provinsen Pastaza, i den centrala delen av landet, 170 km söder om huvudstaden Quito.